# Muuraissaari (ö i Norra Savolax, Varkaus, lat 62,31, long 27,92)
Muuraissaari är en ö i Finland. Den ligger i sjön Unnukka och i kommunen Varkaus i den ekonomiska regionen  Varkaus ekonomiska region  och landskapet Norra Savolax, i den sydöstra delen av landet, 280 km nordost om huvudstaden Helsingfors. Öns area är 2,6 hektar och dess största längd är 0,6 kilometer i sydväst-nordöstlig riktning.